# Рогожарски Р-313
Рогожарски Р-313 (СИМ-XV) је југословенски вишенаменски борбени авион, двомоторни самоносећи средњокрилац који је произведен 1940. године у југословенској фабрици авиона Рогожарски из Београда.

## Пројектовање и развој
У фабрици Рогожарски је под вођством инг. Симe Милутиновићa, 1937. године отпочет рад на пројектовању ловца-разарача првобитно означеног као СИМ-XV, да би убрзо на захтев Команде војног ваздухопловства (КВВ) Краљевине Југославије, пројект преименован у Р-313. Израда прототипа је отпочета 1938. а завршена почетком 1940. када је почето испитивање прототипа. Први лет изведен почетком априла 1940. године. Овако динамично одвијање пројекта омогућено је тиме што су инж. С. Милутиновић и фабрика Рогожарски од 1936. године развијали двомоторни авион СИМ-XIV за потребе поморског ваздухопловства Ратне морнарице Краљевине Југославије, који се показао као веома успешан авион. Сва позитивна искуства стечена на пројекту овог авиона су пренета на авион Р-313. У току пројекта дошло је до пренамене авиона од ловаца-разарача у извиђача-лаки бомбардер.

## Технички опис
Авион Р-313 (СИМ-XV), је ратни авион за вишеструку употребу мање тонаже, двоседи самоносећи средњокрилац погоњен са два мотора. Авион је дрвене конструкције, труп елиптичног попречног пресека је у целости израђен од дрвета обложен шпером а крила су трапезастог облика са заобљеним крајевима. Носећа конструкција крила је од дрвета такође пресвучена шпером. На сваком крилу је био уграђен по један линијски мотор (редног распореда цилиндара) Валтер Сагита (Walter Sagitta IIR) са компресором. У кућишту носача мотора је био простор за увлачећи стајни трап. Трећи, задњи точак стајног трапа, који се налазио на репу авиона је био неувлачећи. Резервоар за бензин се налазио у средишњем делу између крила тј. на њиховом споју.
Извиђачка варијанта овог авиона је предвиђено да буде опремљена камером, радио-станицом, једним фиксним топом калибра 20mm и једним окретним митраљезом ФН калибра 7,9 mm. Као лаки бомбардер, авион је могао да понесе 4 бомбе од 106 kg типа Станковић у унутрашњости трупа авиона.

## Оперативно коришћење
До оперативног коришћења овог авиона није дошло, постојали су само планови. На бази резулатата испитивања прототипа авион је имао покретљивост ловачког авиона (могао је да изводи неке акробације) а по карактеристикама брзине, пењања и дужине полетања, био је приближан тадашњим савременим ловцима. У погледу поређења са страним разарачима био је међу бољима иако је имао знатно слабије моторе. Разматрана је могућност уградње снажнијих мотора ДБ Даимлер Бенц 601 или Ролс Роис „Мерлин“ али због избијања рата ова идеја је остала не реализована. Зна се да је планирана серија од 25 примерака ових авиона и да им је била намењена улога извиђачког и лаког бомбардерског авиона.

## Авион Рогожарски Р-313 у Другом светском рату
У току Априлског рата прототип авиона Р-313 се налазио у саставу 603. тренажне ескадриле која се налазила на аеродроми Граб код Требиња. При полетању са аеродрома 12. априла 1941. је оштећен и напуштен при повлачењу. Немци су га заробили пренели на земунски аеродром у мају месецу проучили и продали својим савезницима Хрватима. Хрвати су га поправили у земунској фабрици Икарус и дали му назив „Независни“ који је на првом пробном лету после поправке 19. маја 1942. године доживео пад због саботаже. После овог пада више се није могао поправити. Тако је завршио авион кога су у стручној литератури популарно назвали „југословенски москито“ иако је конципиран и направљен знатно пре свог легендарног двојника.

## Наоружање
| Наоружање авиона: Рогожарски   |                                              |
| Ватрено (стрељачко) наоружање  |                                              |
| Топ                            |                                              |
| Број и ознака топа             | Хиспано ХС-404 ()                            |
| Калибар                        | 20                                           |
| Митраљез                       |                                              |
| Број и ознака митраљеза        | 1 x ФН                                       |
| Калибар                        | 7,9                                          |
| Бомбардерско наоружање (бомбе) |                                              |
| Класичне авио бомбе            | 4 x 106 типа Станковић у унутрашњости авиона |
| Укупна маса                    | 424                                          |
| Ракетно наоружање (ракете)     |                                              |

## Земље које су користиле овај авион
- Краљевина Југославија
- НД Хрватска